# Feldbahn von Changa Manga
| Bewässerungsgräben auf zur Bepflanzung vorbereiteten Lichtung Beschaffungskosten der Decauville-Bahn mit 400 mm Spurweite                                      |                                  |                                                 |                                                 |
| Changa Manga |                                  |                                                 |                                                 |
| Streckenlänge: | Decauville: 6,4 km Fowler: 53 km |                                                 |                                                 |
| Spurweite: | Erst 400 mm Später 610 mm        |                                                 |                                                 |
| |                                  |                                                 |                                                 |
| \| \| \| Bahnhof Changa Manga (چھانگا مانگا ریلوے اسٹیش) \| \| \| \| Changa Manga Forestry Depot \| \| \| \| Bari-Doab-Kanal \| \| \| \| Brennholz-Plantage \| |                                  |                                                 |                                                 |
| Bahnhof quer |                                  | Bahnhof Changa Manga (چھانگا مانگا ریلوے اسٹیش) | Bahnhof Changa Manga (چھانگا مانگا ریلوے اسٹیش) |
| Kopfbahnhof Streckenanfang |                                  | Changa Manga Forestry Depot                     | Changa Manga Forestry Depot                     |
| Brücke über Wasserlauf |                                  | Bari-Doab-Kanal                                 | Bari-Doab-Kanal                                 |
| |                                  | Brennholz-Plantage                              |                                                 |

Die Feldbahn von Changa Manga (Englisch Changa Manga Forestry Railway, Urdu چھانگا مانگا) bestand nacheinander aus einer 6,4 km langen von Ochsen gezogenen französischen Decauville-Bahn mit einer Spurweite von 400 mm und einer bis zu 53 km langen dampfbetriebenen britischen Fowler-Feldbahn mit einer Spurweite von 610 mm. Sie führte 80 km südwestlich von Lahore im heutigen Pakistan durch eine der zu früheren Zeiten größten Brennholz-Plantagen der Welt und ist heute noch in Betrieb.

## Brennholz-Plantage
Die britisch-indische Changa-Manga-Plantage wurde 1866 von Stewart, dem Forstverwalter von Punjab, gegründet, um dem wachsenden Bedarf an Brennholz, insbesondere Indischem Palisander (Dalbergia sissoo) und Kikar-Akazie (Vachellia nilotica), gerecht zu werden. Auf der nach zwei Dacoit-Banditen benannten, heute noch 4856 ha großen Plantage wurde von europäischen Einwanderern seit 1866 Brennholz zum Betrieb der Dampflokomotiven der North Western State Railway in Britisch-Indien angebaut.
Bis 1871 wurde nur eine kleine Fläche bepflanzt. Zu dieser Zeit entwickelte Berthold Ribbentrop ein Konzept für die Bewirtschaftung und großumfängliche Nutzung, das dazu führte, dass im Verlauf der darauffolgenden Jahre eine Fläche von etwa 8.000 Hektar erfolgreich bepflanzt werden konnte. Durch den Einsatz des von Charles Frederick Amery entwickelten Bewässerungssystems mit Gräben und Wällen sowie durch den effektiven Holztransport durch die Feldbahn entwickelte sich die Plantage mit forstwirtschaftlichem und finanziellem Erfolg („sylvicultural and financial success“).
Die Plantage liegt auf einem Plateau am Bari-Doab-Kanal, aus dem sie bewässert wird. 1881–1882 wurde mit der ersten Holzernte von elf Jahre alten Bäumen begonnen. Die bepflanzten Flächen sollten alle 15 Jahre gerodet werden, so dass pro Jahr etwa 550 Hektar abgeholzt werden konnten, wobei eine gewisse Holzreserve eingeplant war. Bei geeigneter Bewässerung wuchs der Indische Palisander bemerkenswert schnell und zeigte einen durchschnittlichen Durchmesserzuwachs von 14–17 mm pro Jahr, also sehr viel mehr als in europäischen Wäldern, wobei bis zu 4,25 Kubikmeter Brennholz pro Hektar gewonnen werden konnten.

## Herausforderungen und Lösungsansätze
In Changa Manga war es schwierig, Fuhrunternehmer in ausreichender Anzahl zu finden, um das Holz in der erforderlichen Zeit mit Ochsenkarren abzutransportieren. Die lokalen Zamindare waren nur verfügbar, wenn sie nicht mit der Ernte ihrer eigenen Flächen beschäftigt waren. Das entsprach aber nicht den Erfordernissen der Brennholzgewinnung, und folglich mussten hohe Löhne gezahlt werden, um zu geeigneten Jahreszeiten eine ausreichende Anzahl von Karren zu bekommen.
Bis 1870 war die bewässerte Fläche der Plantage auf 9699 Hektar angewachsen. Die Bahnstrecke Karachi–Peshawar, zu der das Brennholz geliefert werden sollte, verlief am Rand der Plantage, wobei die größte Entfernung von jedem Teil der bepflanzten Fläche weniger als 6,4 km Luftlinie betrug. Mit einer temporär verlegten Feldbahn dieser Länge ließ sich daher die gesamte Plantage bewirtschaften.
Die Bedingungen für den Betrieb einer Feldbahn waren in Changa Manga außergewöhnlich günstig, weil sich der Wald in einem zusammenhängenden, nahezu ebenen Grundstück in kurzer Entfernung von der Umladestelle der Produkte befand. Die einzigen Hindernisse waren der Kanal, der überbrückt werden musste, und die kleinen Bewässerungsgräben, die vorübergehend überbrückt werden konnten.

## Decauville-Bahn (Spurweite 400 mm)
In den Jahren 1883–1884 kaufte ein Vertragsunternehmer die Ernterechte für auf rund 900 Hektar der Plantage stehenden Bäume. Er importierte für 7.648 Rupien (einschließlich Fracht aus England) eine Decauville-Feldbahn mit tragbaren Schienen, um das Brennholz abzutransportieren. Es handelte sich dabei um eine der weltweit ersten Decauville-Bahnen. Ab Mai 1884 verlegte er fliegendes Gleis mit einer Spurweite von 400 mm (16 Zoll). Im Jahr 1902 besaß er Gleisjoche mit einer Gesamtlänge von 6,4 km und 39 Güterloren, die von 13 Ochsen-Zweiergespannen gezogen wurden.
Das Forstamt erwarb die Feldbahn im Mai 1884 von dem Vertragsunternehmer, nachdem dieser seine Arbeit beendet hatte. Die Feldbahn wurde anschließend durch den Kauf von weiteren 20 Loren und 2,4 km Gleisen erweitert. Die Feldbahn transportierte in den zwei Jahren von Mai 1884 bis Mai 1886 insgesamt 31.771 Kubikmeter Brennholz.

## Fowler-Feldbahn (Spurweite 610 mm)
Im Jahresbericht von 1915–1916 wird beschrieben, dass die Beschaffung einer neuen Feldbahn mit 610 mm Spurweite erforderlich war, da die alte 16-Zoll-Feldbahn abgenutzt war. Sie konnte das Transportaufkommen der in Changa Manga wachsenden Bäume nicht bewältigen. Es wurde vorgeschlagen, dass der dampfbetriebene Transport die Ochsen auf der neuen Linie ersetzen sollte, da es in dem Gebiet von Lahore und Amritsar zu einer Brennholzknappheit kommen würde, falls Rinderkrankheiten ausbrechen würden.
Der Bau der neuen Feldbahn begann 1919. Ab 1920/21 wurden auf der 4,8 km langen Strecke bereits zwei Dampflokomotiven eingesetzt. Das Feldbahnnetz wuchs bis März 1923 auf eine Länge von 21 km. Bis 1923/24 erhöhte sich die Länge des Feldbahnnetzes auf 34 km fest verlegtes Gleis und 6,4 km fliegendes Gleis. 1924/25 gab es insgesamt 51 km Gleise. Das Gleisnetz bestand 1931/32 schließlich aus 16 km fest verlegtem Gleis und 37 km fliegendem Gleis.
Die Feldbahn verwendete mit Holz beheizte Dampflokomotiven, die von John Fowler & Co., Leeds, gebaut wurden. Durch den bei Verbrennen von Holz verursachten Funkenflug gerieten zwei Fahrzeuge in Brand, woraufhin die Lokomotiven zur Befeuerung mit Kohle umgebaut wurden. Die Nachfrage nach Brennholz aus Changa Manga blieb über die Jahre stabil, da die Angebotsbasis auf dem indischen Holzmarkt wuchs.

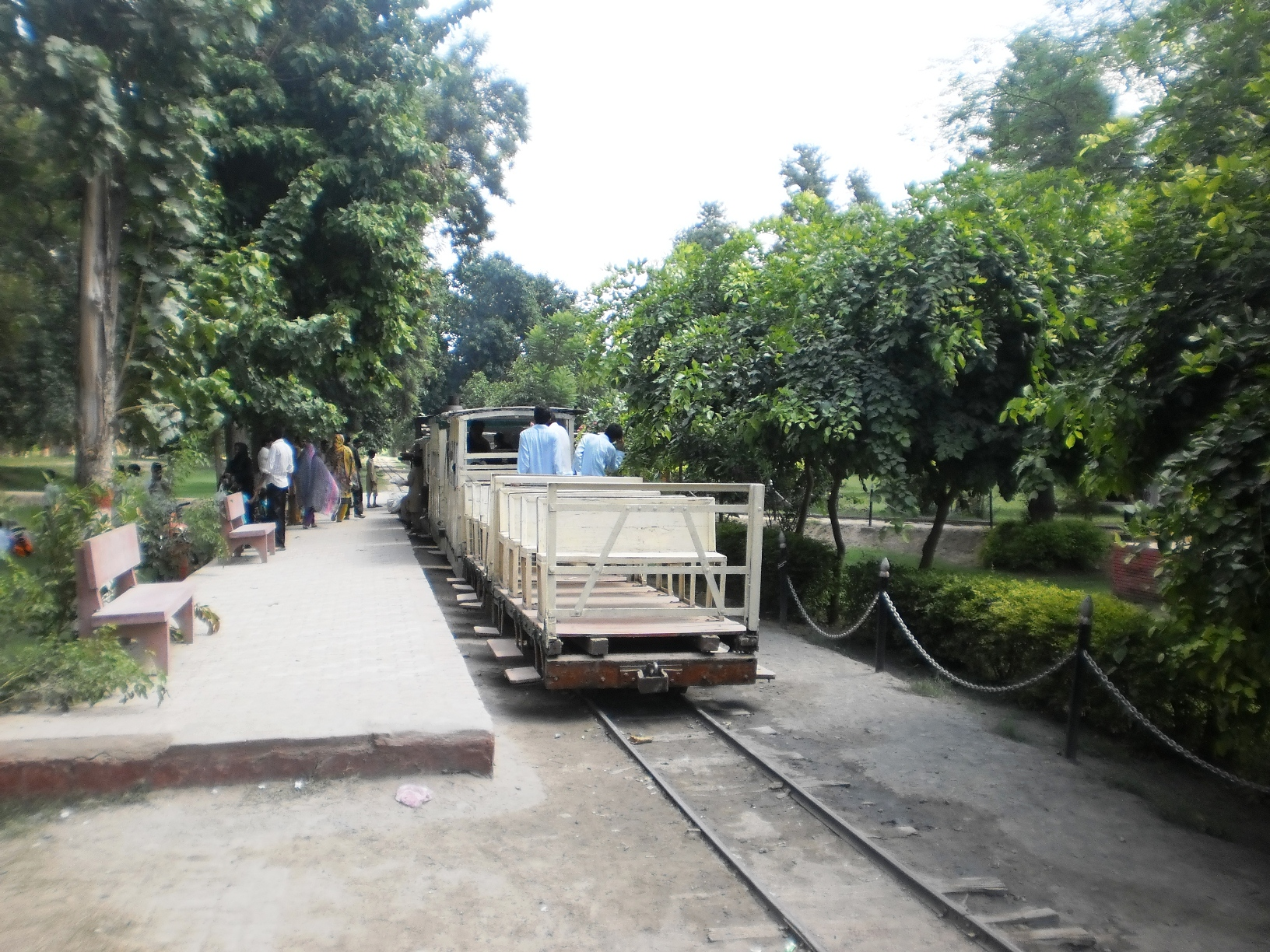
Fowler-Feldbahn, 2012

Ein 6 km langer Streckenabschnitt Eisenbahn ist heute noch in Betrieb und wird zum Holztransport oder gelegentlich für Ausflugsfahrten genutzt.

## Lokomotiven
Von den drei Dampflokomotiven, die noch in Betrieb sind, wurden zwei von John Fowler & Co. aus Leeds, England und eine von Andrew Barclay Sons & Co. aus Kilmarnock, Schottland, gebaut:
| Nr.      | Baujahr | Bauart | Hersteller                | Zustand                 |
| -------- | ------- | ------ | ------------------------- | ----------------------- |
| N° 17208 | 1927    | C n2t  | John Fowler & Co.         | Betriebsfähig           |
| N° 20496 | 1936    | C n2t  | John Fowler & Co          | Betriebsfähig           |
| N° 1125  | 1927    | B n2t  | Andrew Barclay Sons & Co. | Als Denkmal ausgestellt |
| N° 1763  | 1927    | B n2t  | Andrew Barclay Sons & Co. | Betriebsfähig           |